# Museum Haus Dix

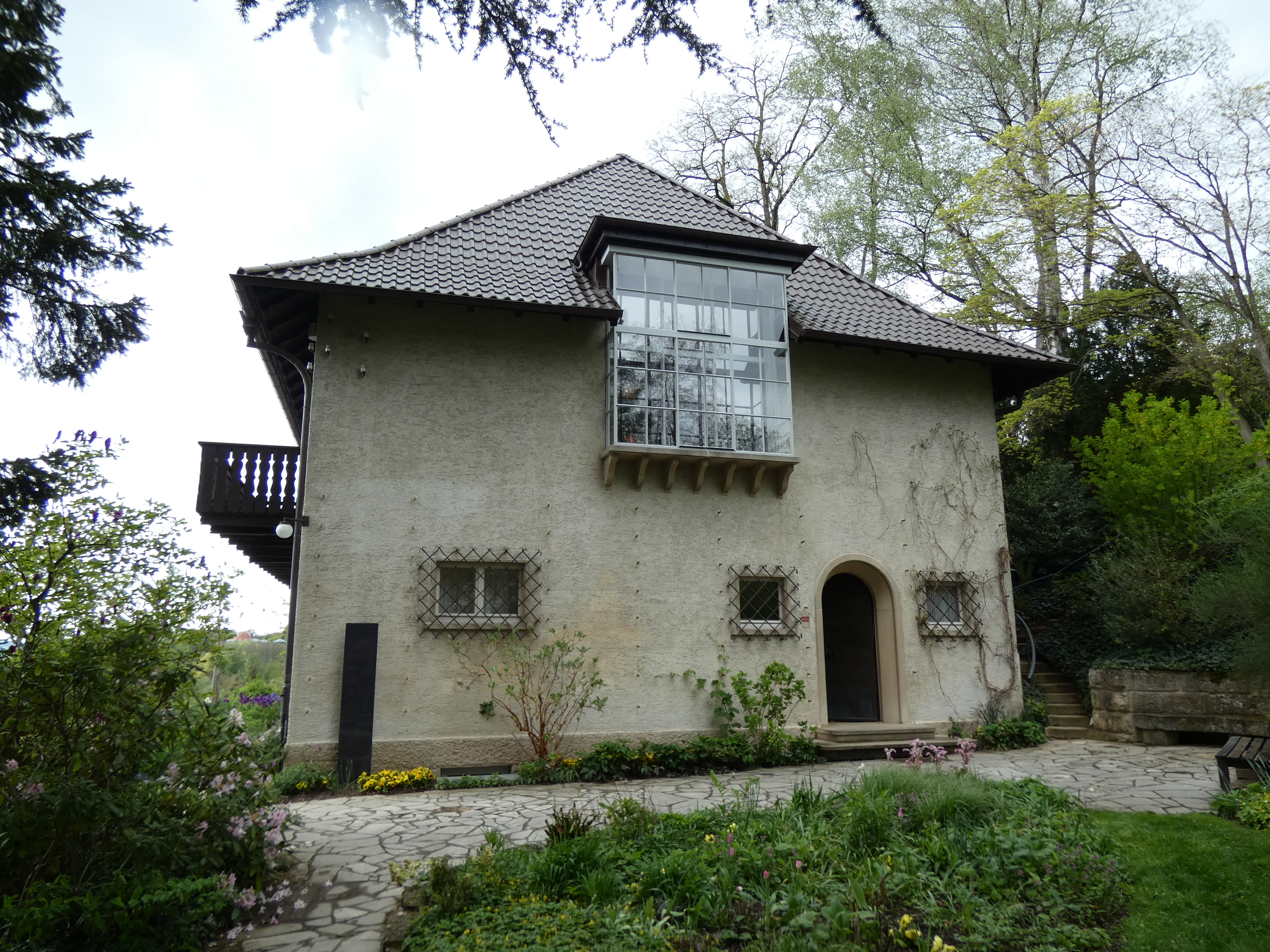
Ostseite mit Eingang und Atelierfenster

Das Museum Haus Dix, eine Einrichtung des Kunstmuseums Stuttgart, ist das ehemalige Atelier- und Wohnhaus des deutschen Malers Otto Dix in Hemmenhofen, einem Ortsteil der Gemeinde Gaienhofen.

## Wohnhaus
Nachdem der Maler Otto Dix 1933 seinen Lehrstuhl an der Kunstakademie Dresden verloren hatte, fand er zunächst bis zum Jahr 1936 mit seiner Familie Unterkunft im Schloss Randegg. Dank einer Erbschaft war es Martha Dix, der Ehefrau von Otto Dix, möglich, ein Grundstück auf einer Anhöhe am Untersee auf der Höri-Halbinsel in Hemmenhofen zu erwerben, um dort ein Wohnhaus zu errichten. Sie beauftragte den Dresdner Architekten Arnulf Schelcher, den das Paar aus Dresden kannte und der 1930/31 das von Gerhart Hauptmann auf Hiddensee gekaufte Haus Seedorn um einen Neubau erweitert hatte. 1936 bezog die Familie ihr neues Domizil gegenüber dem Schweizer Ufer.
Charakteristisch für das großzügig gestaltete dreigeschossige Haus mit fast 400 m² Grundfläche sind die Atelierfenster an der Ostseite, der umlaufende Balkon und zahlreiche Fenster mit Blick auf den See. Im Erdgeschoss befinden sich Küche, Ess- und Wohnzimmer sowie das Musikzimmer. Für das Atelier von Otto Dix und den Salon von Martha Dix wurde das erste Stockwerk gewählt; für die Zimmer der Kinder Nelly (1923–1955), Ursus (1927–2002) und Jan Dix (1928–2019) das zweite Stockwerk. Bis zu seinem Tod 1969 wohnte und arbeitete Otto Dix hier und widmete sich in seinen Arbeiten zunehmend der Landschaft am Bodensee. Martha Dix blieb bis 1979, bevor sie bis zu ihrem Tod 1985 nach Südfrankreich zu ihrer Enkelin Bettina zog.
Das Haus in Hemmenhofen, das zeitlebens Martha Dix gehörte, und die Rechte am Nachlass ihres Mannes übergab die Witwe zwei Jahre vor ihrem Tod an die 1983 gegründete Otto-Dix-Stiftung, deren Gesellschafter ihre beiden Söhne und die Enkelin Bettina Dix-Pfefferkorn waren.
Haus und Garten wurden 2005 in das Denkmalbuch des Landes Baden-Württemberg eingetragen.

## Museum
Bis 2009 hatte der Verein Otto-Dix-Haus e. V. das Künstlermuseum ehrenamtlich geleitet. Im Jahr 2010 erwarb die 2009 gegründete Otto-Dix-Haus-Stiftung e. V. das Haus mit Grundstück von der Enkelin Bettina Dix-Pfefferkorn.
Es wurde vom Kunstmuseum Stuttgart neu konzipiert und von der Otto-Dix-Haus-Stiftung e. V. denkmalgerecht saniert und museal ausgestattet. 2013 übergab der Verein das Haus an das Kunstmuseum Stuttgart, das eine der bedeutendsten Dix-Sammlungen besitzt. Am 15./16. Juni 2013 wurde es als Museum Haus Dix, Außenstelle des Kunstmuseums Stuttgart, wieder eröffnet.
Im Mittelpunkt der Dauerausstellung steht das Familienleben der Künstlerfamilie Dix. In jährlich wechselnden Ausstellungen werden Gemälde und Grafiken von Otto Dix gezeigt. Auf jene Werke, die einstmals im Wohnhaus hingen und heute weltweit in den verschiedensten Museen und Sammlungen zu finden sind, verweisen Abdruckbilder an den Wänden. Bei Führungen kann der Keller des Hauses besichtigt werden, dessen Wände von Otto Dix und einigen seiner Gäste bei einem Fastnachtsfest 1966 bemalt wurden. Ein Medienguide führt durch die einzelnen Räume und gibt Auskunft zu Kunstwerken und zum Familienleben der Familie Dix. Ein acht Hektar großer Garten mit Terrassen und ein Museumscafé vervollständigen das Ensemble.

## Filme
- Kunstmuseum Stuttgart und Museum Haus Dix (= Museums-Check. Folge 34). Reportage, 30 Min., Moderation: Markus Brock, Produktion: 3sat. Erstausstrahlung: 4. Oktober 2015.[5]